# SaRaha
SaRaha (bürgerlich Sara Kristina Larsson; * 26. Juni 1983 in Vänersborg) ist eine schwedisch-tansanische Sängerin. Sie tritt seit 2019 unter dem Namen Sara Ryan als Songwriterin in Erscheinung.

## Leben und Karriere
Sara Larsson wurde am 26. Juni 1983 im schwedischen Vänersborg geboren und zog 1985 mit ihrer Familie nach Tansania. Im Alter von 18 Jahren zog sie nach Harare, Simbabwe, wo sie ihre Karriere als Musikerin begann. 2009 kehrte sie nach Tansania zurück. 2011 veröffentlichte sie das Lied Tanesco, das vor allem in Tansania erfolgreich war. 2014 veröffentlichte sie den Song My Dear und das Album Mblele Kiza. Das Lied mit dem gleichen Namen wurde später auch in Schweden recht erfolgreich. 
2016 nahm sie am Melodifestivalen, dem schwedischen Vorentscheid für den Eurovision Song Contest, teil. Sie qualifizierte sich erst für die sogenannte Andra-Chansen-Runde und später für das Finale, das in der Friends Arena in Stockholm stattfand. Dort belegte sie mit dem Lied Kizunguzungu und 47 Punkten den neunten Rang. Das Lied ist ihr erstes, das es in die schwedischen Charts geschafft hat.
2019 war sie als Songwriterin am Song Army Of Us von Andreas Johnson beteiligt, der beim Melodifestivalen 2019 teilnahm. Zum Melodifestivalen 2024 schrieb sie den Song Unga & Fria zusammen mit Fröken Snusk. Zudem arbeitet sie seit längerem mit Cyan Kicks zusammen und schrieb an ihrem Song Dancing With Demons mit, mit dem die Band am UMK 2024 teilnimmt.

## Diskographie

### Alben
- 2014: Mblele Kiza

### Singles
- 2011: Tanesco
- 2012: Jambazi
- 2012: There is You
- 2013: Mbele Kiza
- 2013: Unieleze (mit Linex)
- 2014: Dadido (mit Big Jahman)
- 2014: Shemeji
- 2014: Kila Ndoto (mit Marlaw)
- 2016: Kizunguzungu
- 2016: Kengele